# Walther von Dyck
Walther Franz Anton von Dyck, né le 6 décembre 1856 à Munich et mort le 5 novembre 1934 dans cette même ville, est un mathématicien allemand né et mort à Munich.
Il a été un étudiant de Felix Klein.
Il donna dès 1882 une définition moderne  des groupes. Il contribua grandement à la théorie combinatoire des groupes.
Le langage de Dyck, en théorie des langages formels, porte son nom, de même que le graphe de Dyck.
Il fut aussi l'éditeur des œuvres de Kepler.
Walther von Dyck a joué un rôle important dans la création du Deutsches Museum.

## Sélection de publications
- (de) « Gruppentheoretische Studien (mit drei lithographirten Tafeln) », Math. Ann., vol. 20,‎ 1882, p. 1-44 (lire en ligne)
- (de) « Gruppentheoretische Studien II — Ueber die Zusammensetzung einer Gruppe discreter Operationen, über ihre Primitivität und Transitivität », Math. Ann., vol. 22,‎ 1883, p. 70-108 (lire en ligne)
- (de) Katalog mathematischer und mathematisch-physikalischer Modelle, Apparate und Instrumente, Munich, Universitätsbuchdruckerei von C. Wolf & Sohn, 1892 (lire en ligne)